# Turnbull Lake
Turnbull Lake är en sjö i Kanada.   Den ligger i provinsen British Columbia, i den sydvästra delen av landet, 3 700 km väster om huvudstaden Ottawa. Turnbull Lake ligger 273 meter över havet. Den ligger vid sjön Ash Lake.
I omgivningarna runt Turnbull Lake växer i huvudsak barrskog. Runt Turnbull Lake är det mycket glesbefolkat, med 3 invånare per kvadratkilometer.